# Гномы (Средиземье)
Гномы (англ. Dwarves, ед.ч. Dwarf) — в произведениях Джона Р. Р. Толкина один из народов вымышленной вселенной Средиземья, основанный на карликах-цвергах из германо-скандинавской мифологии. Прирождённые рудокопы и рудознатцы, искуснейшие среди смертных камнерезы, ювелиры и кузнецы. Впервые в произведениях Толкина гномы появляются в сказочной повести «Хоббит», где они играют центральную роль для сюжета и носят имена, заимствованные из Старшей Эдды. В последующих его произведениях гномы такой значительной роли не играли, но неизменно фигурировали.

## История происхождения гномов
По сюжету «Сильмариллиона», гномы были созданы вала Аулэ. Аулэ не терпелось увидеть приход в Арду Детей Илуватара (эльфов и людей), поэтому из камня он создал собственных существ, которые, однако, не могли иметь свободной воли и разума. Именно на это обстоятельство ему указал сам Эру Илуватар, обратившись к Аулэ с вразумлением. Раскаявшись в содеянном, Аулэ принял решение уничтожить свои создания, но они внезапно запросили пощады. Эру сжалился над Аулэ и вдохнул в гномов жизнь, но повелел, что они должны уснуть и пробудиться только после того, как в Арде появятся Перворождённые — эльфы. Аулэ погрузил в сон семерых Праотцов гномов в разных пещерах. От них впоследствии произошли семь родов гномов, однако в произведениях Толкина, как правило, фигурирует только один — род Дурина, который проснулся в Гундабаде.
Аулэ хотел создать существ, способных противостоять Морготу, поэтому гномы коренасты и широкоплечи (рост — 4,5—5 футов, то есть 1,4—1,5 м), отличаются очень большой силой и высокой выносливостью. Гномы никогда не служили Морготу, однако часто враждовали с людьми (чаще всего из-за алчности людей, зарившихся на богатства гномов) и особенно с эльфами: именно гномы убили Элу Тингола; один из гномов предал Турина Турамбара. В то же время в произведениях Толкина упоминается несколько примеров дружбы и сотрудничества между гномами и эльфами: в Первую Эпоху гномы Белегоста и Ногрода вели активную торговлю с Нолдор и обменивались с ними знаниями; ещё более тесным было сотрудничество между гномами Казад-Дума и эльфами Эрегиона во Вторую Эпоху. Во «Властелине колец» описана дружба эльфа Леголаса и гнома Гимли.
Гномы были немногочисленны и медленно размножались; эльфы верили, что, умирая, они превращаются в камень. Сами же гномы верили, что их создатель Аулэ готовит им иную судьбу после смерти.

## Кланы гномов
В двенадцатом томе «Истории Средиземья» говорится, что гномы изначально были разделены на семь кланов, или «Домов». Три из них, которые попали в повестования Толкина, — это:
- Длиннобороды, или народ Дурина (англ. Longbeards), которые населяли город Казад-Дум во Мглистых горах;
- Огнебороды (англ. Firebeards), основавшие Ногрод в Синих горах;
- Широкозады (англ. Broadbeams), основавшие Белегост в Синих горах.

После окончания Первой Эпохи упоминаемые гномы — это почти исключительно народ Дурина. Практически ничего неизвестно об историях остальных четырёх домов, кроме того, что они послали отряд на запад для участия в Войне гномов и орков в конце Третьей Эпохи, а также их названий:
- Железноруки (англ. Ironfists)
- Жёсткобороды (англ. Stiffbeards)
- Черновласы (англ. Blacklocks)
- Камненоги (англ. Stonefoots)

### Народ Дурина
Народ Дурина (англ. Durin's Folk), также известные как Длиннобороды (англ. Longbeards), считался старейшим и наиболее многочисленным из всех семи кланов. Их название происходит от их первого короля, Дурина I Бессмертного.
Изначально они населяли Мглистые горы, пока их не вытеснили оттуда орки. Их крепости во Мглистых горах включали Казад-Дум (Морию) и гору Гундабад. Во Вторую Эпоху народ Дурина подружился с эльфами Келебримбора, жившими в Эрегионе. Во время войны Последнего союза народ Дурина сражался вместе с эльфами и дунэдайн.
В Третью Эпоху, после того как балрог — «проклятие Дурина» — вынудил гномов покинуть Морию, большинство из них бежали на север и основали города в Эреборе и Эред Митрин. Позже и Эребор, и Эред Митрин были захвачены драконами, и гномы стали странствующим народом изгнанников. Большая их часть осела в Железных Холмах, а остальные под предводительством Траина II отправились на запад и поселились в Синих горах. Гномье королевство Эребор было восстановлено, когда Даин II, владыка Железных Холмов, стал королём Эребора в 2941 г. Т. Э. после уничтожения дракона Смауга.
За Дурином I последовало большое количество королей, среди которых было шестеро, носивших такое же имя. Гномы верили, что эти шестеро были реинкарнациями (или даже возрождениями) Дурина I и хранили память о своих прошлых жизнях. Дурин VI был убит балрогом в 1980 г. Т. Э., а следующий король, Дурин VII Последний, появился только в Четвёртой Эпохе. Он был потомком Торина III Камнешлема, сына Даина II Железностопа, и происходил по прямой линии от Дурина Бессмертного.
См. Короли народа Дурина

### Малые гномы
Малые гномы (англ. Petty-dwarves) были гномами нескольких Домов, которые были изгнаны в очень древние времена по неизвестным причинам. Они первыми перешли Эред Луин в Первую Эпоху и основали крепости в Белерианде до постройки Ногрода и Белегоста в Синих горах и до прихода эльфов-нолдор. Эти очень древние поселения были у Нарготронда и Амон Руд.
Обычным синдаринским названием малых гномов было Ноэгют Нибин (синд. Noegyth Nibin), другие включают, в числе прочего, Нибин-Ногрим (синд. Nibin-Nogrim) и Ноэгоэтиг (синд. Noegoethig), от «нибин» — «мелкий, маленький» и одного из эльфийских названий настоящих гномов. На квенья их именовали Питья-наукор (кв. Pitya-naukor). Численность малых гномов Белерианда в итоге сократилась до одной семьи, а вскоре они вообще вымерли.
Синдар, ещё не знакомые с гномами, относились к малым гномам как к надоедливым зверушкам и даже охотились на них. Только когда гномы Эред Луин установили контакт с синдар, эльфы поняли, что представляют собой малые гномы. После этого они в основном оставили их в покое, но к этому времени малые гномы успели возненавидеть всех эльфов (а особенно синдар).
Малые гномы отличались от обычных гномов несколькими вещами: они были меньше ростом, гораздо более нелюдимыми и не скрывали своих имён, в то время как другие гномы хранили свои имена на кхуздуле в секрете. Это могло быть одной из причин изгнания малых гномов.
В период Войны Самоцветов, после возвращения нолдор, к концу Первой Эпохи малые гномы уже практически вымерли. Последними остатками их народа были Мим и два его сына, Ибун и Кхим, которые жили в Амон Руд. Они укрыли Турина Турамбара и его отряд в своём доме. Мим был позже пойман отрядом орков и спас собственную жизнь, предав Турина, хотя его сыновья к тому времени были убиты. Позже Мим стал обладателем сокровищ Нарготронда, оставленных драконом Глаурунгом, но в итоге был убит Хурином, отцом Турина.

## Королевства гномов
Гномы имели много королевств, но всегда было одно главное королевство, в котором обитал клан Длиннобородых (главный из Семи Гномьих Кланов) и их предводитель, который был верховным королём гномов и именовался Король Народа Дурина; но его обиталище менялось с течением времени. Кроме того, были другие королевства и города-государства других гномьих кланов (например, Ногрод и Белегост).
Одно из сильнейших королевств гномов Длиннобородых в Третью Эпоху существовало в Железных Холмах. Основанное Грором после ухода гномов из Серых гор, оно стало одним из самых могущественных и было единственной преградой планам Саурона по проникновению в Ангмар, разрушению Имладриса и Митлонда и удара в тыл Гондору и Рохану. В Войне Орков и Гномов гномы Железных Холмов сыграли важную роль — в битве за Азанулбизар Грор послал своего сына Наина, и тот прибыл в важный момент боя, приведя с собой свежее подкрепление на помощь основному войску гномов и изменив ход битвы в их пользу. В этой же битве Наин был убит Азогом, но его сын Даин II отомстил за отца и убил Азога.
После гибели отца Даин стал королём гномов Железных Холмов и пришёл на помощь Торину в Битве Пяти Воинств; а после его смерти стал королём Эребора, контролируя (через своего наместника Двалина) владение Длиннобородов в Синих Горах — Чертоги Торина.
Кроме того, известно королевство гномов в горах Эред Луин (Голубые горы), с городами Ногрод и Белегост, которые существовали в Первую Эпоху вплоть до Войны Гнева. Гномы Ногрода и Белегоста частично участвовали в Битвах Белерианда. Во время битвы Нирнаэт Арноэдиад гномы Белегоста во главе с их королём Азагхалом участвовали в сражении, в котором они прославились благодаря победе над драконом Глаурунгом, чем спасли жизнь многим эльфам. После того, как Тингол получил Сильмарилл, он дал его гномам Ногрода, чтобы те вставили его в ожерелье Наугламир. Но гномы, увидев красоту Сильмарилла, забрали его себе, убив Тингола, а также почти полностью уничтожив Менегрот в Битве Тысячи Пещер. Тем не менее, Сильмарилл гномы так и не получили — при возвращении домой они были атакованы Береном с армией энтов и эльфов и уничтожены в сражении при Сарн Атраде. В Ногрод любил приходить Эол Тёмный Эльф, а также его сын Маэглин. Ногрод и Белегост были окончательно заброшены после Войны Гнева и после затопления Белерианда. Лишь после того, как скитавшиеся гномы Эребора во главе с Торином Дубовым Щитом обосновались в новой подгорной крепости, Чертогах Торина, гномы вновь стали селиться в Голубых горах. Особенно их приток усилился с укреплением Саурона в Мордоре: многие спасались там от слуг Темного Властелина, и в чертогах Торина незадолго до Войны Кольца появилось много гномов с востока, хотя известно, что некоторые гномы приходили в горы лишь для работы в рудниках и позже уходили за Мглистые Горы. Во многом благодаря постоянным связям Голубых гор и Эребора большинство немногочисленных путников, пользовавшихся Восточным Трактом, были гномы.

## Имена гномов у Толкина
Многие имена гномов Толкин прямо позаимствовал из скандинавской мифологии (см. фрагменты из Старшей Эдды). Интересно, что имя «Гэндальф» (Gandalf, Гандальв) в этом эпосе тоже принадлежит гному. Каждый гном носил два имени — собственно гномье (сакральное) и для употребления при контактах с иными расами (к примеру, людьми и эльфами), как правило — человеческого происхождения.
Имена гномов в произведениях Толкина: Азагхал, Балин, Бифур, Бодруит, Бомбур, Борин, Бофур, Гамил, Зирак, Гимли, Глоин, Гроин, Грор, Даин, Дурин, Двалин, Дис (единственная упомянутая по имени женщина-гном), Дори, Ибун, Кили, Кхим, Лони, Мим, Наин, Нали, Нар, Нарви, Наугладур, Нори, Оин, Ори, Телхар, Торин, Траин, Трор, Фанглуин, Фарин, Фили, Флои, Фраар, Фрерин, Фрор, Фундин.